# 克利夫頓 (科羅拉多州)
克利夫頓（英語：Clifton）是位於美國科羅拉多州梅薩縣的一個人口普查指定地區。

## 地理
克利夫頓的座標為39°04′39″N 108°27′51″W / 39.07750°N 108.46417°W，而該地最高點為海拔高度1440米（即4724英尺）。

## 人口
根據2010年美國人口普查的數據，克利夫頓的面積為17.80平方千米，當中陸地面積為17.60平方千米，而水域面積為0.20平方千米。當地共有人口19889人，而人口密度為每平方千米1,117人。